# Cadena de Emisoras Sindicales
La Cadena de Emisoras Sindicales (CES) fue una de las cadenas de radiodifusión española, de titularidad pública, que existió durante la dictadura franquista. Aunque asociada con el Sindicato Vertical, las emisoras dependían de la Secretaría General del Movimiento.

## Historia
A lo largo de la década de los cuarenta, surgieron en todo tipo de poblaciones, diferentes emisoras de radio, que emitían en onda corta y onda media, de orígenes diversos: parroquiales, sindicales, juveniles o del Movimiento, generalmente de pequeña potencia, que con el tiempo complicaron de tal manera el panorama radiofónico que hubo que establecer una serie de reglamentos tendentes a organizar las ondas.
Ya el Plan de Copenhague de 1948, se asignó para España 11 frecuencias de Onda Media (OM), del todo punto insuficientes para la gran cantidad de emisoras que existían.
La primera emisora fue oficialmente inaugurada en Teruel en 1949.
Más tarde la Conferencia de Estocolmo de 1952, concedió 83 frecuencias de Frecuencia Modulada (FM).
Ante las presiones de los gobiernos europeos, hubo que poner orden en esa maraña, y en el caso de las emisoras sindicales, el Decreto de 11 de agosto de 1953, creó la Cadena de Emisoras Sindicales (CES), agrupando todas las nacidas con ese origen.
Pero no es hasta el Plan Transitorio de Ondas Medias, de 23 de diciembre de 1964, cuando se pone en orden definitivamente el panorama radiofónico español. Así con respecto a las cadenas del Movimiento (REM, CAR y CES), se establece que al menos habrá una emisora de onda media en cada provincia. Desaparecen las emisoras locales de baja audiencia y se trasladan a F.M. las emisoras locales de radio, de audiencia media.
En el caso de la C.E.S. se le asigna 19 emisoras de Onda Media, y una serie de emisoras de Frecuencia Modulada, que son las que figuran en la relación que siguen.
En 1974 se integró en la Delegación Nacional de Prensa y Radio del Movimiento, junto con la Radiocadena Española REM-CAR, resultada de la fusión de las emisoras de la Red de Emisoras del Movimiento 'La Voz' y la Cadena Azul de Radiodifusión 'Radio Juventud'. El 4 de diciembre de 1978 se publicó un Real Decreto del Ministerio de Cultura por el que Radiocadena Española se incorporaba al Ente Público RTVE, quedando estructurado en tres sociedades estatales: Televisión Española (TVE), Radio Nacional de España (RNE) y Radiocadena Española (RCE); la Radiocadena Española REM-CAR y la Cadena de Emisoras Sindicales se fusionaba, y todas las emisoras adoptaban el nombre de Radiocadena Española.

## Relación de emisoras
| - ECS01- Radio Teruel - ECS02- Radio Badajoz - ECS03- Radio Gredos/Ávila - ECS04- Radio Atlántico/Las Palmas - ECS05- La Voz de Granada - ECS06- Radio Tortosa - ECS07- La Voz de Lérida/Tárrega - ECS08- La Voz del Guadalquivir/Sevilla - ECS09- La Voz de Jaén - ECS10- La Voz de la Mancha/Socuéllamos - ECS11- Radio Centro/Madrid - ECS12- La Voz de Córdoba/Cabra - ECS13- La Voz de Ciudad Real - ECS14- La Voz de Gerona - ECS15- Radio Costa del Sol/Marbella - ECS16- La Voz de la Isla de la Palma - ECS17- La Voz de Lugo/Monforte - ECS18- La Voz del Miño/Orense - ECS19- La Voz de Zamora/Benavente | - La Voz de Avilés (Asturias) - La Voz de Valencia/Utiel (Valencia) - La Voz del Bajo Aragón/Caspe (Zaragoza) - La Voz del Cinca/ Fraga (Huesca) - La Voz del Maestrazgo/Morella (Castellón) - La Voz del Mino/Orense - La Voz del Valle/La Orotava (Tenerife) - Radio Benidorm/Benidorm (Alicante) - Radio Coral/Crevillente (Alicante) - Radio Costa Dorada/Ulldecona (Tarragona) - Radio Jumilla/Jumilla (Murcia) - Radio Olot/Olot (Gerona) - Radio Peñarroya/Peñarroya (Córdoba) - Radio Ronda/Ronda (Málaga) - Radio Sur/Coin (Málaga) - Radio Tudela/Tudela (Navarra) - Radio Torrelavega/Torrelavega (Cantabria) |  |